# اندیس جمیل آباد
جمیل آباد یک اندیس فلزی است که در حوالی شهر بافت استان کرمان قرار دارد و مادهٔ معدنی موجود در آن، مس است.